# Lingua hindko
Hindko (ہندکو, IPA: hɪnd̪koː) è un termine "cappello" per un gruppo di dialetti della lingua Panjabi, parlati dai Panjabi in numerose aree discontinue del nord-ovest del Pakistan, in particolare nelle province di Khyber Pakhtunkhwa e Pangiàb.

## Fonologia

### Vocali
|        | Frontali |  | Centrali |   | Posteriori |
| ------ | -------- |  | -------- | - | ---------- |
| Chiuse | i        |  |          |   | uː         |
|        | ɪ        |  |          | ʊ |            |
| medie  | e        |  |          |   | o          |
| medie  | æ        |  |          |   |            |
|        |          |  | ə        |   |            |
| Aperte |          |  | ɑ}       |   |            |